# Miroslav Rokos
RNDr. Miroslav Rokos (* 24. listopadu 1958) je český ekologický aktivista a politik, v letech 2002 až 2003 zastával funkci předsedy Strany zelených.
Miroslav Rokos vystudoval na Přírodovědecké fakultě Masarykovy univerzity. V březnu 2002 se stal předsedou Strany zelených (tuto funkci zastával do dubna 2003). V listopadu 2002 byl za SZ zvolen do Zastupitelstva města Brna (v roce 2006 už mandát neobhájil). V rámci Strany zelených působil také jako předseda Ústřední revizní komise (od září 2008 do prosince 2009), v březnu 2009 se podílel na vyloučení tzv. „rebelů“ Olgy Zubové, Věry Jakubkové, Dany Kuchtové a Martina Čáslavky ze SZ.